# Cercopithecus preussi ssp. insularis
Cercopithecus preussi insularis је подврста Cercopithecus preussi, врсте примата (Primates) из породице мајмуна Старог света (Cercopithecidae).

## Распрострањење
Подврста је присутна у Екваторијалној Гвинеји и Гвинеји.

## Угроженост
Ова подврста се сматра угроженом.